# ブロンディ (バンド)
ブロンディ（Blondie）は、アメリカ合衆国出身のロックバンド。
女性ボーカリスト デボラ・ハリーが在籍し、1970年代末から隆盛した「ニュー・ウェイヴ」の代表的グループとして知られる。1982年に一度解散したが、1997年に再結成。
全世界のアルバム・セールスは4000万枚以上。2006年『ロックの殿堂』入り。

## 経歴

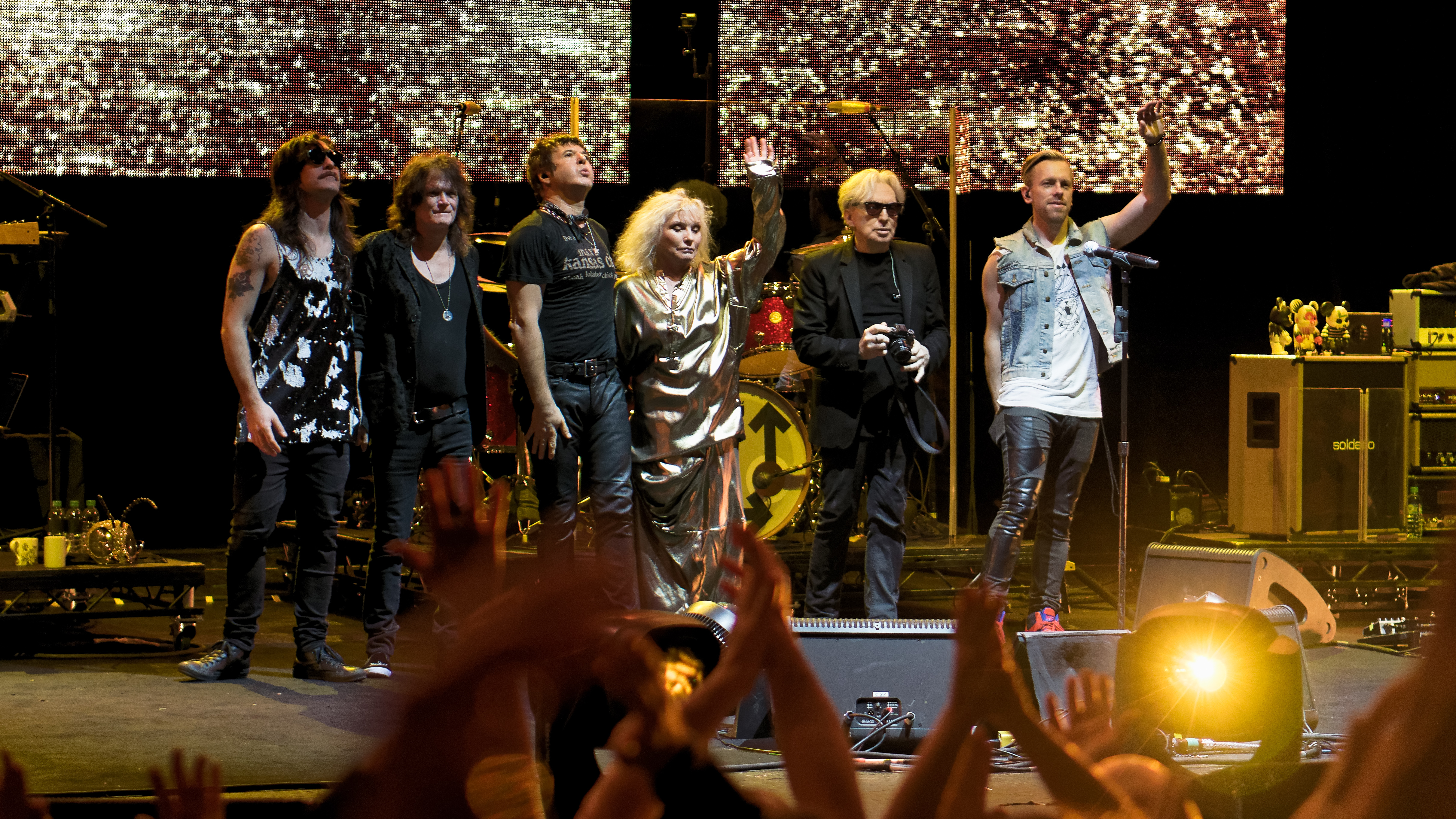
UK・ロンドン公演（2017年11月）

1974年、ガールズ・バンド「スティレットーズ」に所属していたデボラ・ハリーと、バックバンドにいたクリス・シュタインが中心となって結成された。「ブロンディ」というバンド名は通りがかりのトラックの運転手がハリーにかけた言葉（"Hey Blondie"＝「よぉ、ブロンドのお姉ちゃん」)に由来する。1975年にはハリー、シュタイン、クレム・バーク、ジミー・デストリ、ゲイリー・バレンタインというメジャーデビュー時のメンバーが揃い、CBGBなどのニューヨークの有名クラブに出演することで徐々に地元で人気を獲得していく。
1976年12月、デビュー・アルバム『妖女ブロンディ（Blondie）』発表。直後にバレンタインが脱退（ただし、次作にも曲提供している）し、フランク・インファンテが新ベーシストとなるが、間もなく元シルヴァーヘッドのナイジェル・ハリスンがベーシストとして加わったため、インファンテはギターに持ち替えた。
1977年、前年に出した2枚目のシングル「愛してほしい（In the Flesh）」をクリサリス・レコードから再発売。同曲はオーストラリアで2位を記録した。
1978年2月、セカンド・アルバム『囁きのブロンディ（Plastic Letters）』発表。シングルカットされたカバー曲「デニスに夢中」がイギリスで2位、オランダで1位、ベルギーで1位、アイルランドで3位を記録。主にヨーロッパで人気に火が付く。
1979年、シングル曲「ハート・オブ・グラス」が米国、イギリスなど6か国で1位を記録。ハリーはセックス・シンボルとしても大いに注目されるようになる。
1980年2月公開の映画『アメリカン・ジゴロ』に、ハリーとジョルジオ・モロダーが共同で作詞作曲した「コール・ミー」を提供。同作品は米英で1位を記録した。同年10月に発表したカバー曲「夢みるNo.1」も米英で1位を記録。
途中メンバーのソロ作制作もはさみながら活動を続けたが、シュタインがまれな自己免疫疾患である 尋常性天疱瘡にかかっていることが判明。ハリーはシュタインの看病に当たることを決め、バンドは1982年に解散した。
1981年、映画『007 ユア・アイズ・オンリー』の主題歌候補として「For Your Eyes Only」（詞も曲も異なる）を歌うが、最終選考でシーナ・イーストンに敗れた。
再結成後
1997年に再結成。1999年、再結成後初のシングル「マリア」をリリースし、19年ぶりに全英ナンバーワンを獲得した。1999年には17年ぶりの7thアルバム『ノー・エグジット』を発表。
その後は『カース・オブ・ブロンディ』（2003年）、8年ぶりの作品『パニック・オブ・ガールズ』（2011年）、デビュー40周年作品『Blondie 4(0)-Ever』（2014年）、最新作『ポリネーター』（2017年）など、アルバムリリースを重ねている。
2006年にロックの殿堂入り。
2025年、クラシックメンバーの1人、クレム・バークが死去。

## 評価

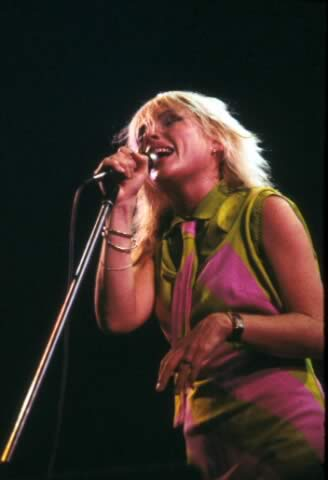
セックスシンボルでもあったデボラ (1979年)

当初はニューヨーク・パンク・バンドの一つとされていたが、後に「ハート・オブ・グラス」でディスコ、「ラプチュアー」ではラップといった、当時最先端の音楽にも手を広げ、ニュー・ウェイブの範疇で評価されることもあった。同時に、ロックステディ・グループのパラゴンズの「夢みるNo.1」や、ドゥーワップ・グループのランディ&ザ・レインボウズの「Denise」（邦題は「デニスに夢中」）をカヴァーしたり、ガレージ・ビート系のアレンジを積極的に取り上げるなど、新旧織り交ぜた音楽性を魅せた。

## メンバー

### 現ラインナップ
- デボラ・ハリー (Debbie Harry) - ボーカル (1974年- )
- クリス・シュタイン（英語版）(Chris Stein) - ギター (1974年- )
- トミー・ケスラー (Tommy Kessler) - ギター (2010年- )
- リー・フォックス (Leigh Foxx) - ベース (1997年- )
- マット・カッツ＝ボーエン (Matt Katz-Bohen) - キーボード (2008年- )

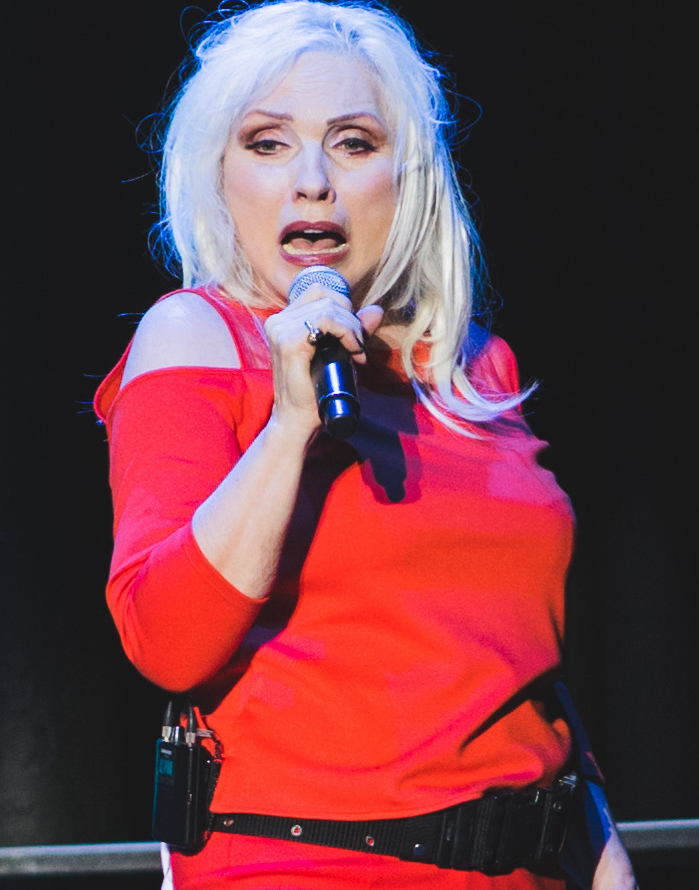
デボラ・ハリー(Vo) 2017年
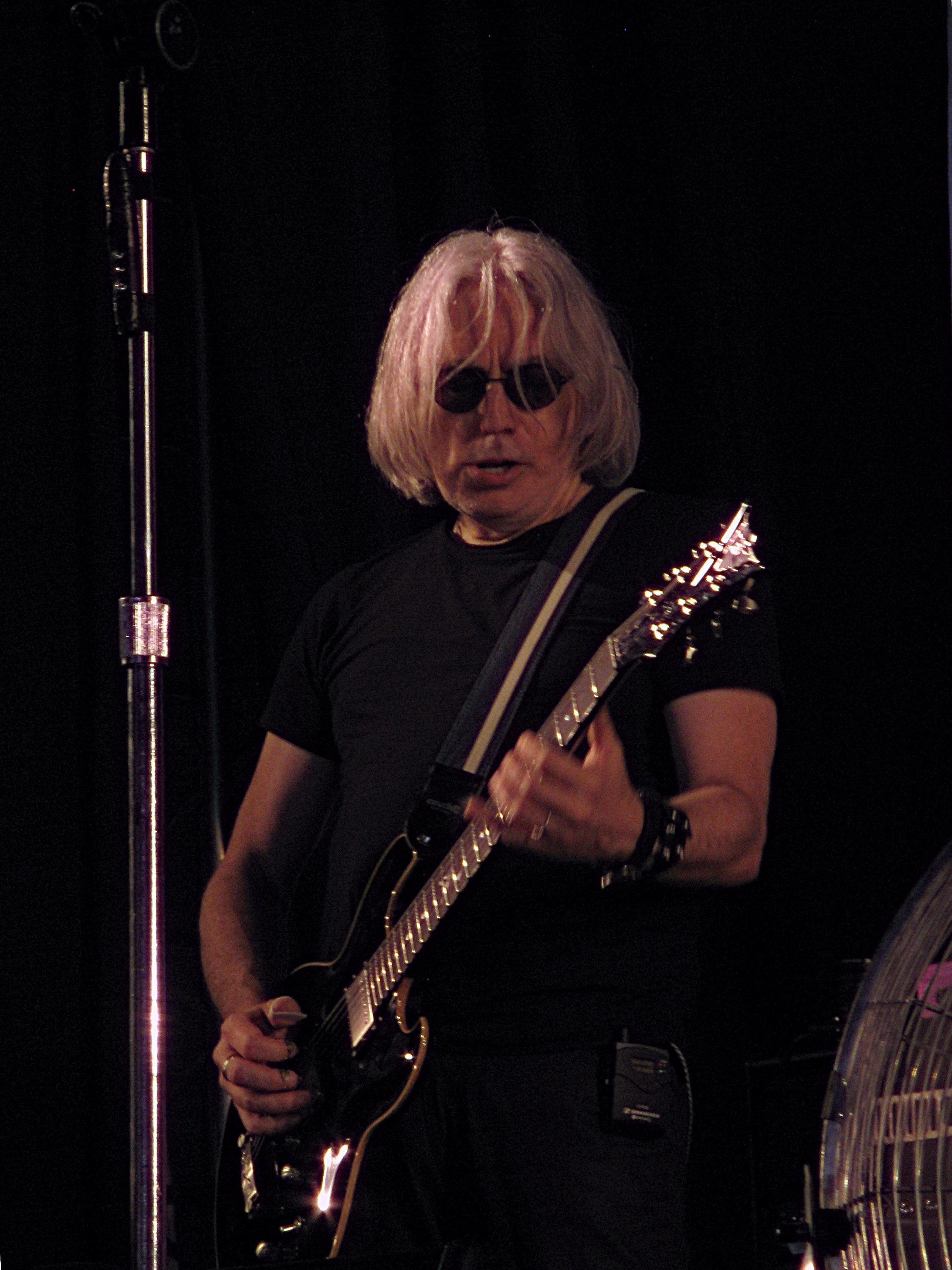
クリス・シュタイン(G) 2011年
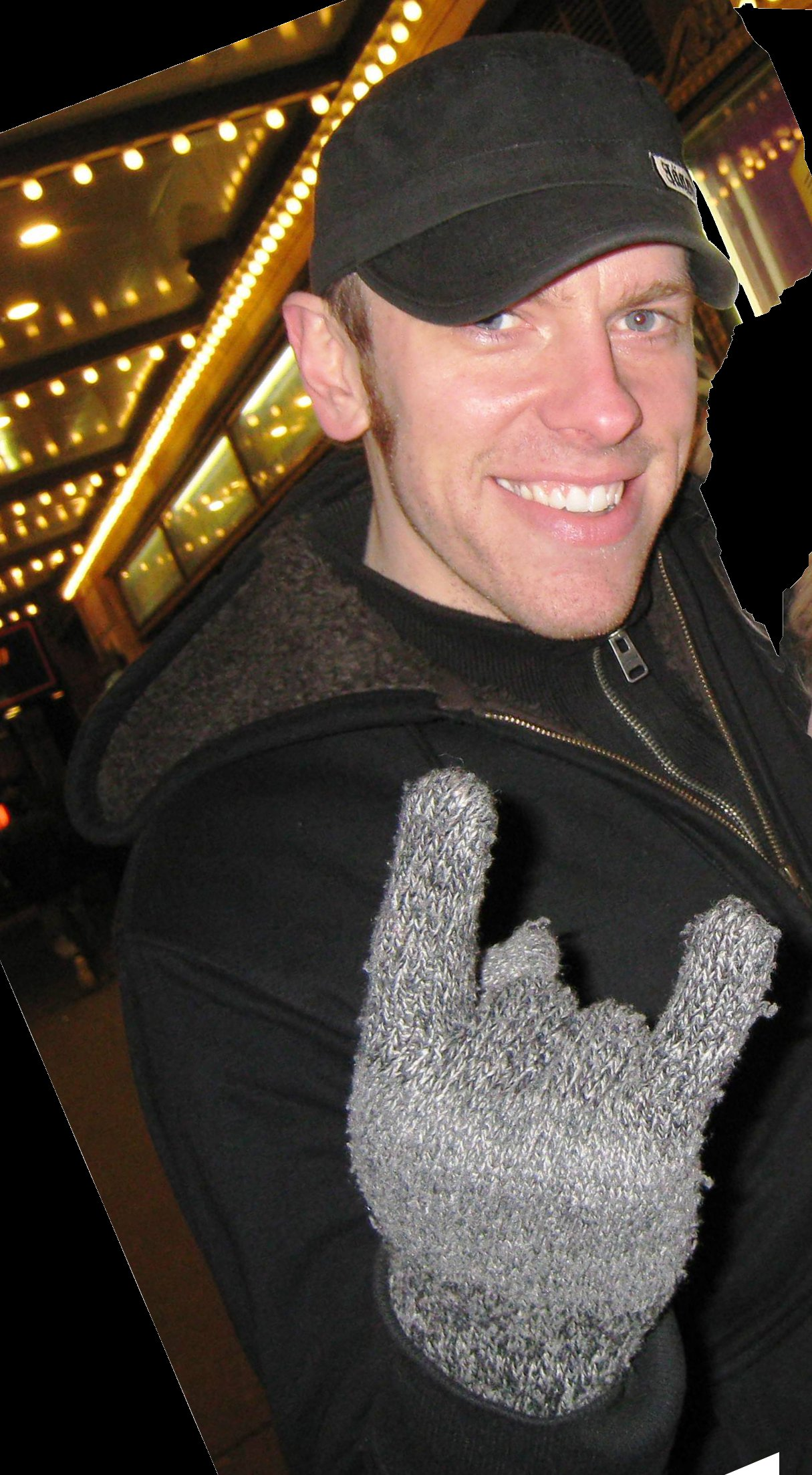
トミー・ケスラー(G) 2010年
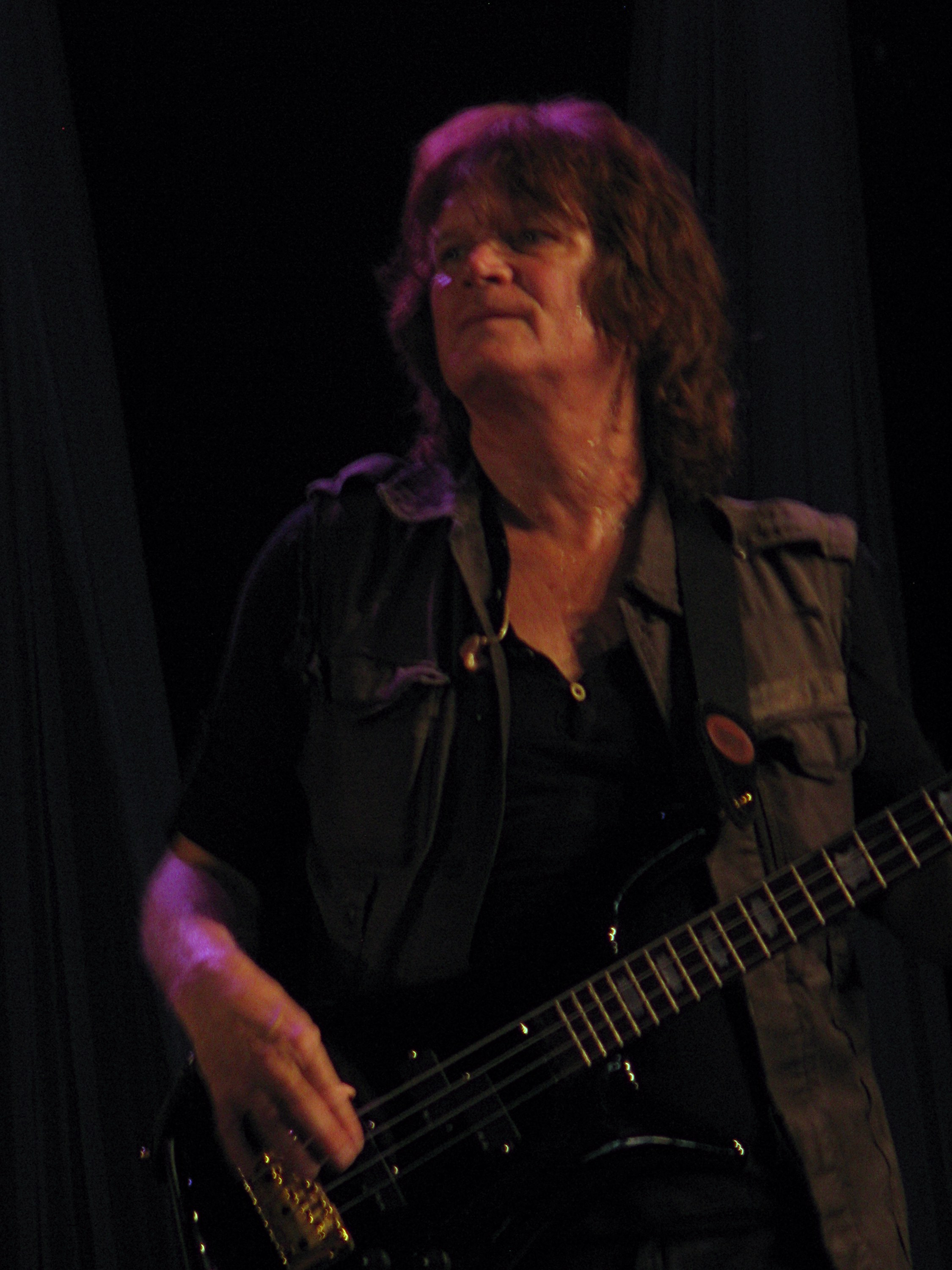
リー・フォックス(B) 2011年
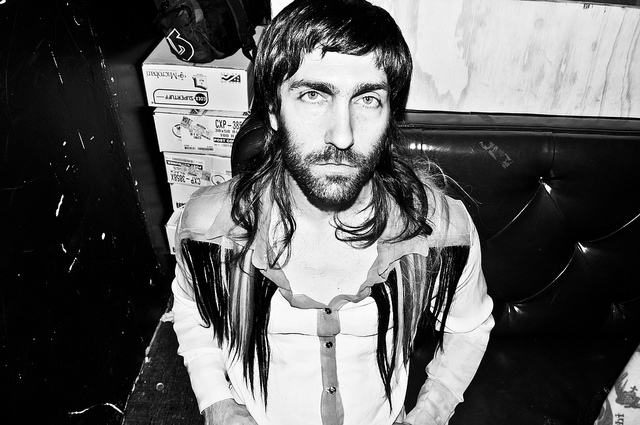
マット・カッツ＝ボーエン(Key) 2014年

### 旧メンバー
- フレッド・スミス (Fred Smith) - ベース (1974年-1975年)
- ビリー・オコーナー (Billy O'Connor) - ドラムス (1974年-1975年) R.I.P.2015年
- クレム・バーク（英語版）(Clem Burke) - ドラムス (1975年-2025) R.I.P.2025年
- アイヴァン・クラール (Ivan Kral) - ギター (1975年)
- ティッシュ・ベロモ (Tish Bellomo) - バッキング・ボーカル (1975年)
- アイリーン・ベロモ (Eileen Bellomo) - バッキング・ボーカル (1975年)
- ゲイリー・バレンタイン(Gary Valentine)（ゲイリー・ラックマン（英語版）[9]） - ベース (1975年-1977年、1997年)
- ジミー・デストリ (Jimmy Destri) - キーボード (1975年-2004年)
- フランク・インファンテ（英語版） (Frank Infante) - ギター (1977年-1982年)
- ナイジェル・ハリスン (Nigel Harrison) - ベース (1978年-1997年)
- ケビン・パトリック (Kevin Patrick (aka Kevin Topping)) - キーボード (2003年-2007年)
- ジミ・K・ボーンズ (Jimi K Bones) - ギター (2003年)

## ディスコグラフィ

### スタジオ・アルバム
| 年     | アルバム名                                                            | USチャート | UKチャート |
| ------ | --------------------------------------------------------------------- | ---------- | ---------- |
| 1976年 | 妖女ブロンディ - Blondie                                              | -          | -          |
| 1978年 | 囁きのブロンディ - Plastic Letters                                    | 72         | 10         |
| 1978年 | 恋の平行線 - Parallel Lines                                           | 6          | 1          |
| 1979年 | 恋のハートビート - Eat to the Beat                                    | 17         | 1          |
| 1980年 | オートアメリカン - Autoamerican                                       | 7          | 3          |
| 1982年 | ザ・ハンター - The Hunter                                             | 33         | 9          |
| 1999年 | ノー・エグジット - No Exit                                            | 18         | 3          |
| 2003年 | カース・オブ・ブロンディ - The Curse of Blondie                       | 160        | 36         |
| 2011年 | パニック・オブ・ガールズ - Panic of Girls                             | -          | 73         |
| 2014年 | ゴースト・オブ・ダウンロード - Ghosts of Download (Blondie 4(0)-Ever) | 109        | 16         |
| 2017年 | ポリネーター - Pollinator                                             | 63         | 4          |

### シングル
| 年     | 曲名                                          | USチャート | UKチャート | アルバム名                                        |
| ------ | --------------------------------------------- | ---------- | ---------- | ------------------------------------------------- |
| 1976年 | "X-Offender"                                  | -          | -          | Blondie                                           |
| 1976年 | "In the Flesh"                                | -          | -          | Blondie                                           |
| 1976年 | "Rip Her to Shreds"                           | -          | -          | Blondie                                           |
| 1977年 | デニスに夢中（"Denis"）                       | -          | 2          | Plastic Letters                                   |
| 1977年 | "(I'm Always Touched by Your) Presence, Dear" | -          | 10         | Plastic Letters                                   |
| 1978年 | "Picture This"                                | -          | 12         | Parallel Lines                                    |
| 1978年 | "Hanging on the Telephone"                    | -          | 5          | Parallel Lines                                    |
| 1979年 | ハート・オブ・グラス ("Heart of Glass")       | 1          | 1          | Parallel Lines                                    |
| 1979年 | "Sunday Girl"                                 | -          | 1          | Parallel Lines                                    |
| 1979年 | "One Way or Another"                          | 24         | -          | Parallel Lines                                    |
| 1979年 | ドリーミン ("Dreaming")                       | 27         | 2          | Eat to the Beat                                   |
| 1979年 | "Union City Blue"                             | -          | 13         | Eat to the Beat                                   |
| 1980年 | "The Hardest Part"                            | 84         | -          | Eat to the Beat                                   |
| 1980年 | コール・ミー ("Call Me")                      | 1          | 1          | アメリカン・ジゴロ ("American Gigolo soundtrack") |
| 1980年 | 銀河のアトミック("Atomic")                    | 39         | 1          | Eat to the Beat                                   |
| 1980年 | 夢みるNo.1 ("The Tide Is High")               | 1          | 1          | Autoamerican                                      |
| 1981年 | ラプチュアー ("Rapture")                      | 1          | 5          | Autoamerican                                      |
| 1982年 | 誘惑の楽園("Island of Lost Souls")            | 37         | 11         | The Hunter                                        |
| 1982年 | "War Child"                                   | -          | 39         | The Hunter                                        |
| 1999年 | マリア ("Maria")                              | 82         | 1          | No Exit                                           |
| 1999年 | "Nothing Is Real But The Girl"                | -          | 26         | No Exit                                           |
| 1999年 | "No Exit"                                     | -          | -          | No Exit                                           |
| 2003年 | "Good Boys"                                   | 96         | 12         | The Curse of Blondie                              |
| 2006年 | "Rapture Riders"                              | -          | -          | Best of: Sight & Sound                            |

### 備考
- 「コール・ミー」はオリジナル・アルバムには収められていないが、『オートアメリカン』アナログ日本盤の発売当時、スパニッシュ・バージョン、「ヒーローズ (Live Version)」とのカップリングでシングル盤がオマケで付いていた。

## 日本公演
- 1978年

2月10日 フェスティバルホール、11日・12日 中野サンプラザ、14日・16日 渋谷公会堂、18日 名古屋市公会堂
- 1982年

10月4日・5日 日本武道館、6日 フェスティバルホール、7日 大阪厚生年金会館、9日 松山市民会館、11日 名古屋露橋スポーツセンター、13日 北海道厚生年金会館、16日 福岡九電会館
- 2003年 SUMMER SONIC
- 2006年